# لانس كيد
لانس كيد (بالإنجليزية: Lance Cade)‏ هو مصارع محترف أمريكي، ولد في 2 مارس 1980 في أوماها في الولايات المتحدة، وتوفي في 13 أغسطس 2010 في سان أنطونيو في الولايات المتحدة بسبب قصور القلب.

## روابط خارجية
- لانس كيد على موقع WrestlingData.com (الإنجليزية)
- لانس كيد على موقع CageMatch worker (الإنجليزية)
- لانس كيد على موقع قاعدة بيانات المصارعة على الإنترنت (الإنجليزية)
- لانس كيد على موقع عالم المصارعة على الإنترنت (الإنجليزية)